# Peter Mueller (pattinatore)
Peter Alan Mueller (Madison, 27 luglio 1954) è un ex pattinatore di velocità su ghiaccio statunitense.

## Palmarès

### Olimpiadi
- 1 medaglia:
  - 1 oro (Innsbruck 1976 nei 1 000 metri)

### Mondiali - Sprint
- 2 medaglie:
  - 1 argento (Alkmaar 1977)
  - 1 bronzo (Berlino Ovest 1976)